# Macrostylis amplinexa
Macrostylis amplinexa är en kräftdjursart som beskrevs av Boris Vladimirovich Mezhov1989. Macrostylis amplinexa ingår i släktet Macrostylis och familjen Macrostylidae. Inga underarter finns listade i Catalogue of Life.